# كين أندرسون (مهندس)
كين أندرسون (بالإنجليزية: Ken Anderson)‏ هو مهندس أمريكي، ولد في 1952.